# کاهش کلمنسن
کاهش کلمنسن (انگلیسی: Clemmensen reduction) نوعی واکنش اکسایش و کاهش آلی است که طی آن یک کتون (یا آلدهید) کاهیده شده و تولید یک آلکان را می‌کند. این واکنش در حضور هیدروکلریک اسید و ملغمه روی صورت می‌گیرد.واکنش کلمنسن به افتخار شیمیدان دانمارکی اریک کریستین کلمنسن نامگذاری شده است.